# Колокол Нагасаки (книга)
«Колокола Нагасаки» — эссе Такаси Нагаи, впервые опубликованное в 1949 году, в котором он описывает личный опыт человека, пережившего атомную бомбардировку Нагасаки.

## История
Такаси Нагаи, «святой из Ураками», врач, переживший атомную бомбардировку Нагасаки 9 августа 1945 года, во время которой погибла его жена Мидори.
Честно описывая весь ужас последствий катастрофы, в своем эссе автор выражает личную точку зрения на произошедшее.

Муки Нагасаки были необходимы для искупления вины перед Всевышним за все грехи японской военщины. Это было великое жертвоприношение на алтарь мира.

Название книги берет начало от колоколов католического собора Ураками, на который пришелся эпицентр взрыва атомной бомбы. Нагаи были прихожанами этого храма. Вот, как об этих колоколах пишет сам автор:

Эти колокола, не звонящие недели или месяцы после катастрофы. Может и не было того времени, когда они не звонили! Пусть они звучат посланием мира до утра того дня, когда мир прекратит существовать.

В том же 1949 году книга была переведена на английский язык Уильямом Джонстоном. Вначале американские оккупационные власти в Японии запретили публикацию книги, пока в неё не было добавлено приложение с описанием зверств японской армии на Филиппинах. Позднее это приложение было удалено.

## Экранизация
В 1950 году режиссёр Хидэо Оба снял фильм «Колокола Нагасаки». Сценарий на основе книги был написан Канэто Синдо, Сэкиро Мицухата, Сугако Хасида.